# Christopher Mattheisen
Christopher Mattheisen (USA, 1961–) amerikai-magyar üzletember, közgazdász, távközlési, informatikai szakember, 2019. március 4-től a Microsoft Magyarország ügyvezető igazgatója, korábban 12 éven át a Magyar Telekom Nyrt. vezérigazgatója, a Brain Bar európai jövőfesztivált jegyző Brain Bar Kft. résztulajdonosa, a CYBERG Corp. Nyrt. igazgatósági tagja.

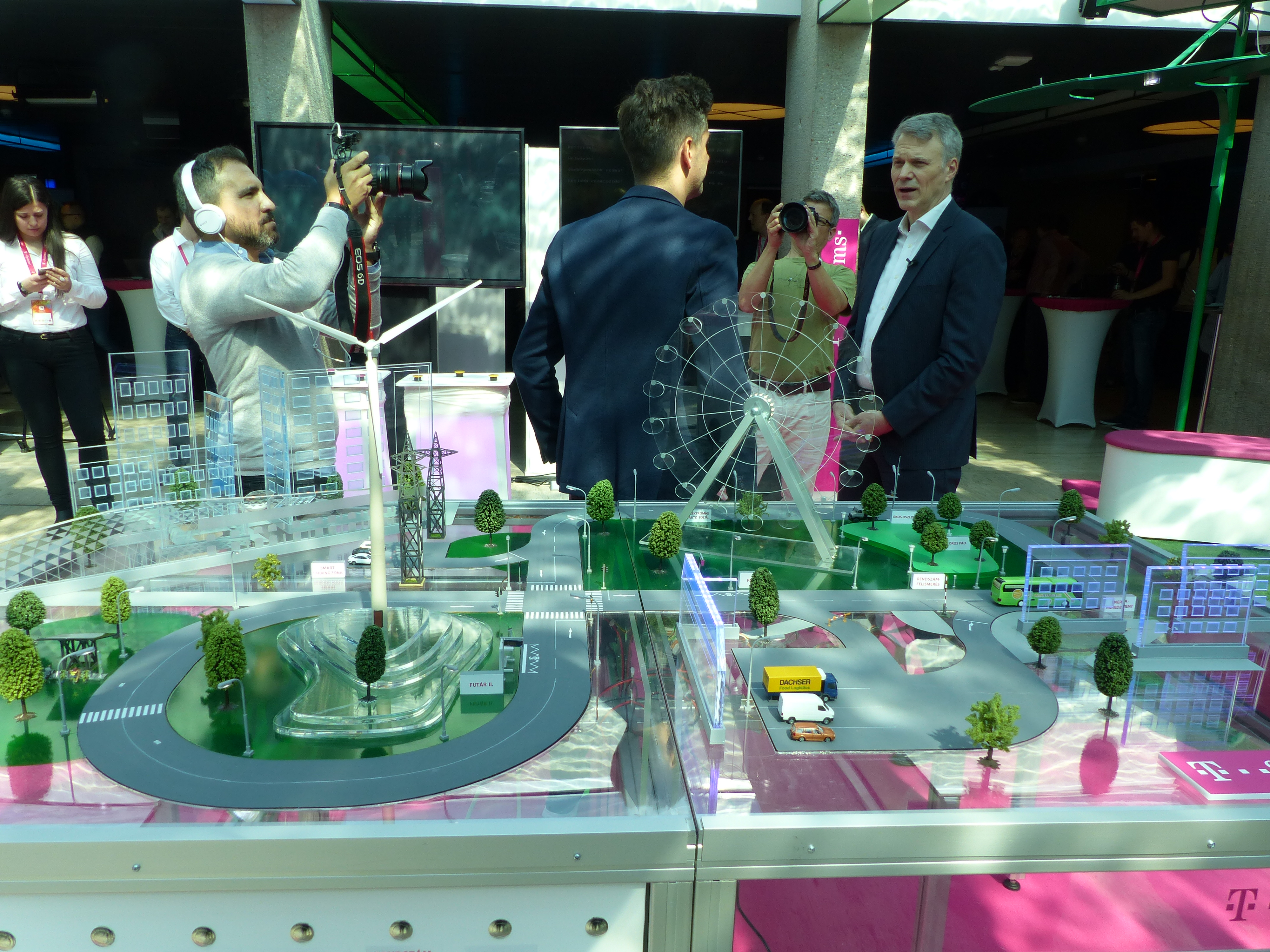
A budapesti SMART 2017 Konferencián

## Életpályája
Christopher Mattheisen 1983-ban történész szakon végzett a bloomingtoni Indiana Egyetemen, 1988-ban pedig pénzügyi és közgazdasági szakon közgazdászként diplomázott a New York-i Columbia Egyetemen. 1990-ben jött Magyarországra, ahol üzleti elemzéssel és stratégiai tervezéssel foglalkozó tanácsadó céget alapított. Az 1989-90-es változások után két könyvet is írt a magyar gazdaság történelmi esélyeiről. Magyarországi karrierje 1993-ban indult, amikoris a T-Mobile Magyarország jogelődje, a Westel 900 GSM Mobil Távközlési Rt. alapító marketing és értékesítési igazgatója lett. Pályáját 1996-ban Lengyelországban folytatta, ahol marketing, értékesítési és stratégiai igazgatóként közreműködött az Era GSM mobiltelefon-szolgáltató beindításában a US West International részére. 1997-től Londonban a US West (később MediaOne) cég európai mobiltávközlési vállalkozásainak marketing és értékesítési tevékenységét irányította,1999-től pedig a BT Cellnet üzleti marketing és értékesítési igazgatójaként dolgozott, majd két informatikai startupnál az Egyesült Királyságban és az Egyesült Államokban. 2002-ben tért vissza Magyarországra, ez év szeptemberében pedig kinevezték a Magyar Telekom vezérigazgató-helyettesének és a Lakossági Szolgáltatások Üzletág vezetőjének, és egyúttal az Ügyvezető Bizottság tagja lett.
2005 januárjától 2006 júniusáig vezérigazgató-helyettesként a Vezetékes Szolgáltatások Üzletág (T-Com, amely magában foglalta a lakossági, az internet és a hálózati területet) vezetője volt. Ezt követően 2006-ban saját kérésére megszakította kapcsolatát a Magyar Telekom Nyrt.-vel és Törökországba költözött, ahol egy mobilszolgáltató cégnél dolgozott. Rövid tartózkodás után azonban visszatért és 2006. december 5-én vezérigazgatóvá nevezték ki, december 21-én pedig az Igazgatóság tagjává és elnökévé választották, majd 12 éven át sikeresen vezette a céget.
A 2015-ös Marketing&Media felmérése alapján a 8-ik legbefolyásosabb ember Magyarországon a médiaiparban, a 2016-os Befolyás-barométer szerint pedig ő Magyarország 28. legbefolyásosabb személye. 2018-ban Magyarországon a TOP50 – A legbefolyásosabb emberek a magyar médiaiparban listája alapján a 7. helyezést érte el.
A közgazdász végzettségű telekommunikációs szakember, a Magyar Telekom Nyrt. vezérigazgatója volt 2006 és 2018 között, vezetése alatt a Magyar Telekom Nyrt. számos szakmai elismerésben részesült, többek között elnyerte az Üzleti Etikai Díjat (2007), a Legjobb Munkahely címet Magyarországon (2009) és Közép- és Kelet-Európában (2010), valamint Nemzetközi innovációs díjat kapott (2010), 2018-ban pedig a Deloitte közép-európai Fenntarthatósági Jelentés különdíját díjat vitte el.

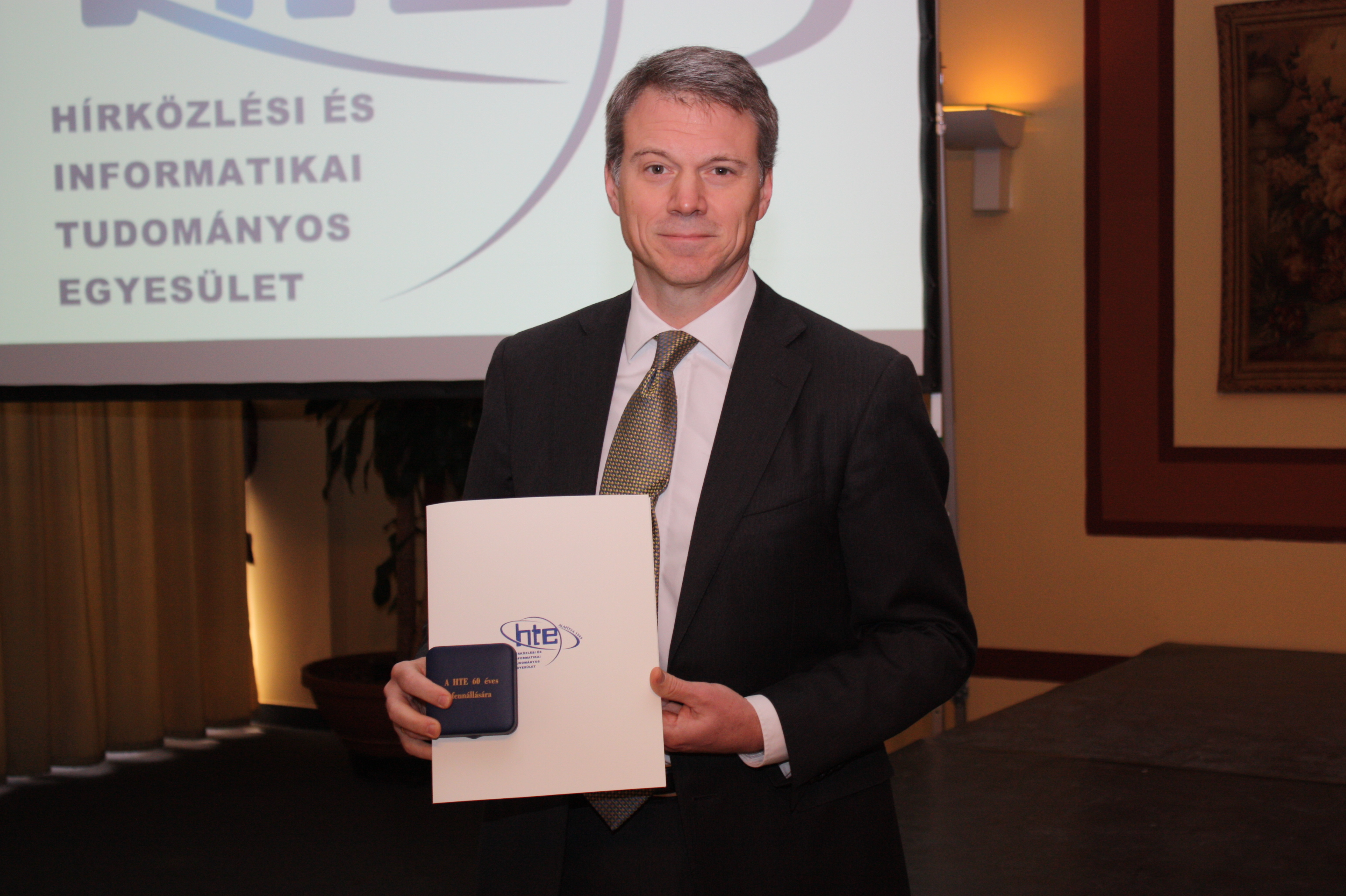
A hte Jubileumi Emlékéremmel
Fotó:Dankó András

### Szakmai pályafutásának mérföldkövei
- 1993–1996, Westel 900 GSM Mobil Távközlési Rt., marketing- és értékesítési igazgató
- 1996–1997, Era GSM, marketing-, értékesítési és stratégiai igazgató
- 1997–1999, MediaOne (US West), marketing- és értékesítési vezető
- 1999–2002, BT Cellnet, üzleti marketing- és értékesítési igazgató
- 2002–2005, Magyar Telekom Nyrt., vezérigazgató-helyettese, az ügyvezető bizottság tagja, a lakossági szolgáltatások üzletág vezetője
- 2005–2006, Magyar Telekom Nyrt., vezérigazgató-helyettes, a vezetékes szolgáltatások üzletág (T-Com) vezetője
- 2006–2013, Magyar Telekom Nyrt., igazgatóság elnöke[14]
- 2006–2018, Magyar Telekom Nyrt., vezérigazgató, az igazgatóság tagja[15][16][17]
- 2019– Microsoft Magyarország ügyvezető igazgatója[18]

## Tagságai
- Magyar Telekom Igazgatóságának elnöke 2013-ig[19]
- Magyar Telekom Ügyvezető Bizottságának tagja
- Az AmCham (American Chamber of Commerce in Hungary), az Amerikai Kereskedelmi Kamara igazgatótanácsának tagja, 2007–2009[20]
- CEU Business School, a Kuratórium tagja
- Makedonski Telekom Igazgatóságának tagja[21]
- A Joint Venture Szövetség (JVSZ) elnöke 2012. május 16-tól 2015-ig[22][23]
- CyBERG Corp. Nyrt. igazgatósági tagja (2020-)

## Publikációk

### Könyvek
- Hungary in the 1990s. Sowing the seeds of recovery; Economist Intelligence Unit, London, 1991 (EIU economic prospects series) [24]
- Building brand identity in Central Europe and the former Soviet Union, Economist Intelligence Unit, Anglia, 1992, ISBN 9780850586909[25]

### Cikkek
- Az internetes kihívás, Világgazdaság, 2009. július 30., Mi Újság, NJSZT, 2009. szeptember
- A legtöbb ember alig érti, mi van a telefonjában- Christopher Mattheisen a kockázatokról, HVG, 2015. március 3.[26]

## Előadások, konferenciák
- A Magyar Telekom közelítése a változó telekom piachoz, 2006[27]
- Magyarország vezető telekommunikációs cége előtt álló út. A jövő célkitűzései. Budapest, IT Konferencia, Kempinski Hotel Corvinus Budapest, 2008. szeptember 30.[28]
- Mit teszünk a világgal?, Internet Hungary program, 2009. október 13–14.[29]
- On the Internet, everybody knows you’re a dog, BarCamp Budapest, 2009. március 3.[30]
- Kutyavilág-kütyüvilág, BarCamp Budapest, 2010. március 10.[31]
- The American Economic Presence in Central Europe, 2010. november 22., Magyar Külügyi Intézet[32]
- Gazdaságpolitikai dilemmák, Üzleti konferencia a GKI Gazdaságkutató Zrt. szervezésében, 2010. december 7.[33]
- Vezetői mesterkurzus: Merre tart a vezető szerep? Eszközök a sikeres vezetéshez, DFT-Hungária, Budapest, 2011[34]
- Internet of things, BarCamp Budapest, 2011. március 30. (angol nyelven)[35]
- Business & Technology Konferencia, Siófok, 2011. április 13-14.[36]
- A versenyképesség alapfeltétele a folyamatos fejlesztés, Média Hungary 2011., Siófok, Hotel Azúr, Digital Day terem, 2011. május 3., 12:30–12:40, előadás[37]
- We have an app for that – Future of ICT and telecommunications in Hungary, Nemzetközi Távközlési Társaság (International Telecommunications Society), 22. Európai regionális konferencia, Budapest, 2011. szeptember 18–21.[38][39]
- AmCham Career School Series, – 2nd session with Christopher Mattheisen, Chairman & CEO of Magyar Telekom Nyrt., Budapest, 2011. október 6.[40]
- Internet Hungary 2011., 2011. október 11–12., Siófok, Hotel Azur, An Inclusive Digital World[41]
- Internet Hungary 2012., 2012. október 16–17., Hotel Azúr, Siófok, Valóban lehet látni a jövőt? A piac mindenre meg fogja adni a választ. – Előadó: Christopher Mattheisen (Magyar Telekom)[42]
- A Digitális Magyarországért, 2015. június 18-19., Budapest, Magyar Országház, Információs Társadalom Parlamentje, 2015. június 18-19.[43]
- SMART 2016, 2016. május 23., Budapest, Várkert Bazár, Megnyitó előadás[44]
- Internet Hungary 2016., 2016. szeptember 27–28., Hotel Azúr, Siófok, Digitális dzsungel – A digitalizáció történelmi választás elé állít minden céget, nemzetgazdaságot és egyént. – Előadó: Christopher Mattheisen (Magyar Telekom, Amerikai Egyesült Államok)[45]
- SMART 2017, 2017. április 5., Budapest, Akvárium, 5G mobiltechnológia[46]
- Internet Hungary 2017, szeptember 26, Az 5G hozza el a gépek és az emberek valódi összekapcsolódását[47]
- A digitális hálózatok szerepe a tudásalapú gazdaságban 2017. október 7.[48]
- Cégvezetők Csúcstalálkozója – 2018, 2018. május 10., Budapest, Magyar Telekom Székház, Infókommunikáció rohamos fejlődési tempóban. Előadó: Christopher Mattheisen vezérigazgató (Magyar Telekom)[49]
- Microsoft Retail Day 2019 – 2019. március 7., Budapest, Lekörözzük a jövőt Megnyitó előadás: Christopher Mattheisen ügyvezető igazgató (Microsoft Magyarország)[50]

## Interjúk
- A vezetékesnek is van jövője, Origo Online, 2007. március 27.[51]
- Magyarországon bármikor adódhatnak váratlan helyzetek, Hírszerző, 2010. november 22.[52]
- Ez nem szappankereskedés, 2010. december 6.[53]
- Az adatéhség folyamatosan nő, 2016. szeptember 22.[54]
- Ahol okosórával méri a vezérigazgató a gitártok páratartalmát[55]
- Christopher Mattheisen: Az 5G az egyetlen útja a mobilitás jövőjének[56]

## Díjak
- Miniszteri Elismerő Oklevél, (2007) A Magyar Telekom fejlesztéséért végzett munkájáért[57][58]
- HTE Jubileumi Emlékérem, (2009) A Hírközlési és Informatikai Tudományos Egyesületben (HTE) végzett munkájáért és az Egyesület támogatásáért[59]
- Hírközlésért Érdemérem szakmai érem, (2014), a hírközlés érdekében végzett magas színvonalú, eredményes munkája elismeréseként[60][61]
- Magyar Gazdaságért Díj (2014)[62]
- Budapesti Értéktőzsde díja – A tőkepiac fejlesztéséért díj (2018)[63]

## Könyvek, amelyben szerepel
- Czibulka Zoltán: Ki Kicsoda a magyar gazdasági életben 2010. ISBN 9630089602
- Ki kicsoda a magyar gazdasági életben 2010., Who is Who in Hungarian Economy 2010. Wer ist wer in der ungarischen Wirtschaft 2010. Bp., ZSI'S Co. RT, 2010. ISSN 1589-9616. Geb., 328 S., in ung. und engl.[64]

## Családja
Christopher Mattheisen nős, négy gyermeke van, felesége Mattheisen Mária üzletasszony. Anyanyelvén, az angolon kívül beszél magyarul és németül. Hobbija a zene és a képzőművészet, évek óta gitározik a Bonus Track Band zenekarban. Nagy koncerteken is fellépnek, legutóbb 2018 nyarán a 11. Ördögkatlan fesztiválon, a Like a Rolling Stone című produkcióban. Szabadidejében szívesen sportol, többször részt vett már egyedül és a családjával is a T-Home Vivicittán.